# Moti Bodek

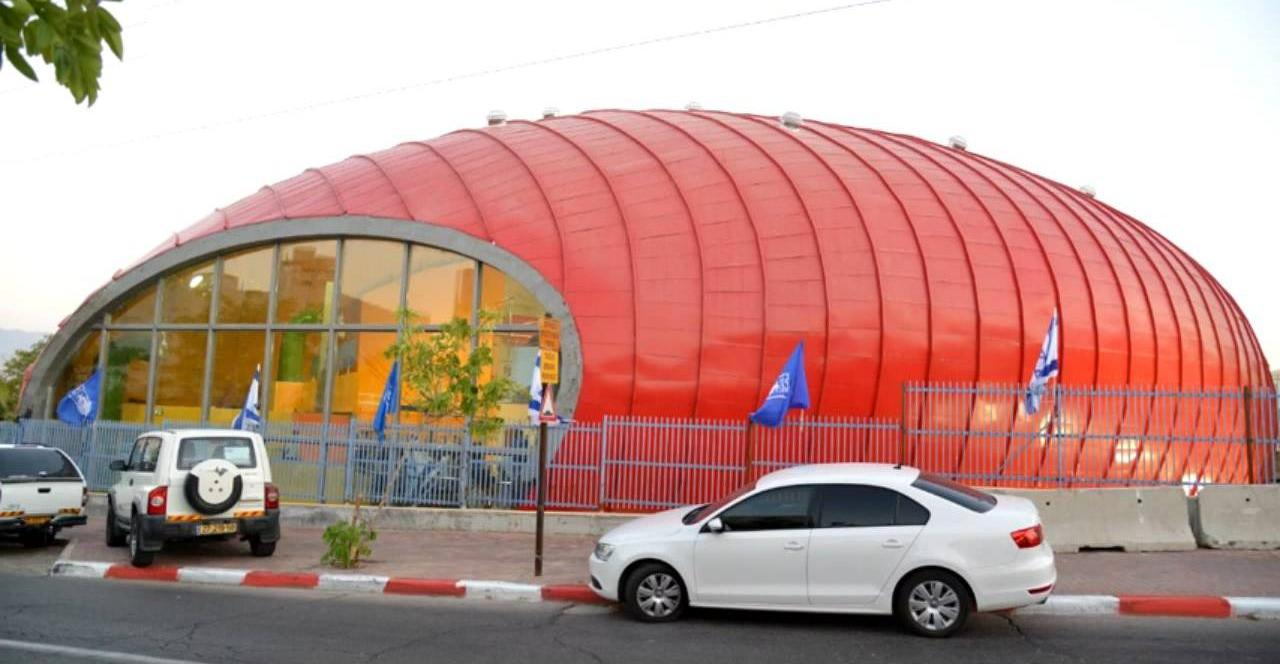
Centro sportivo di Eilat

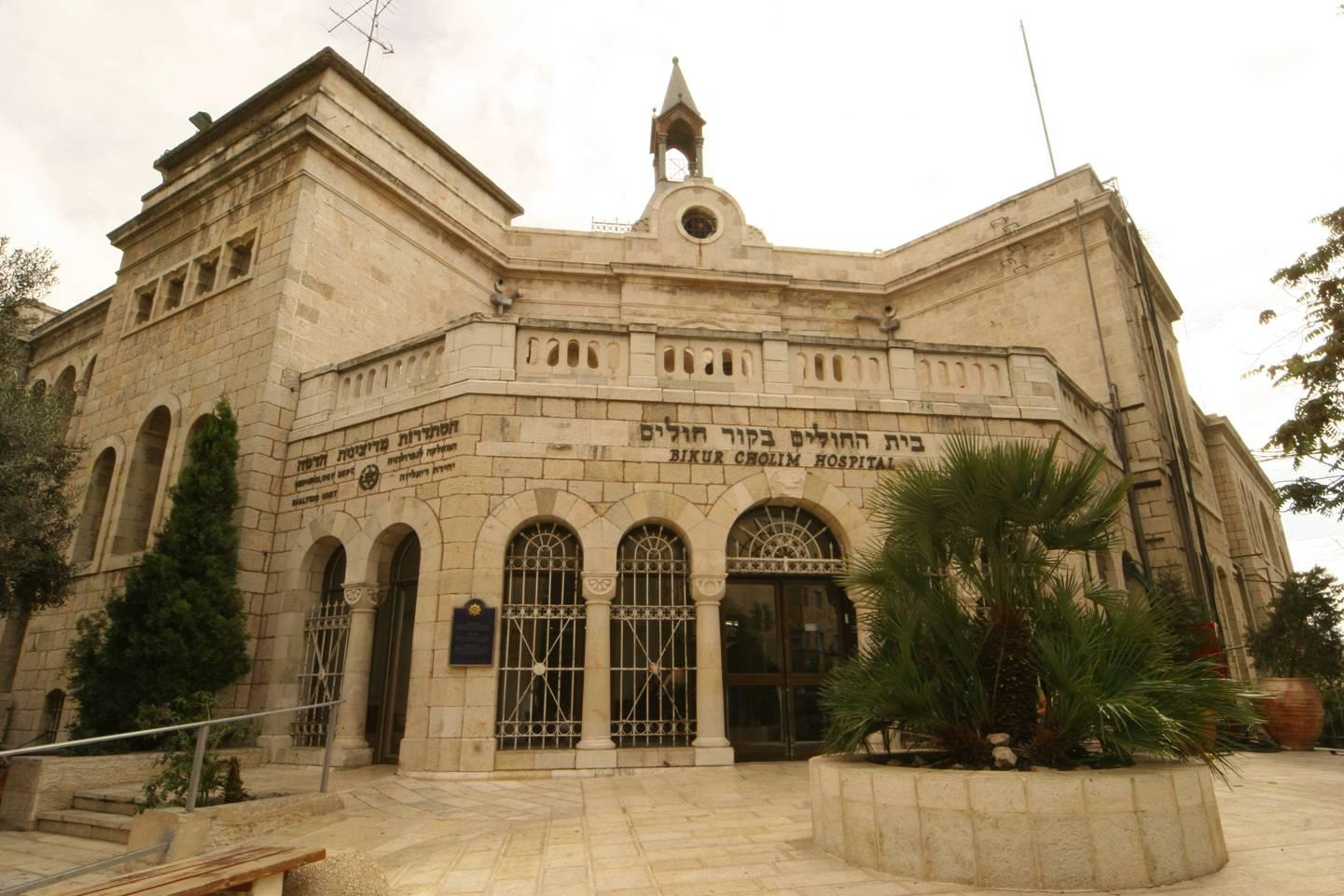
Ospedale Bikur Holim Gerusalemme

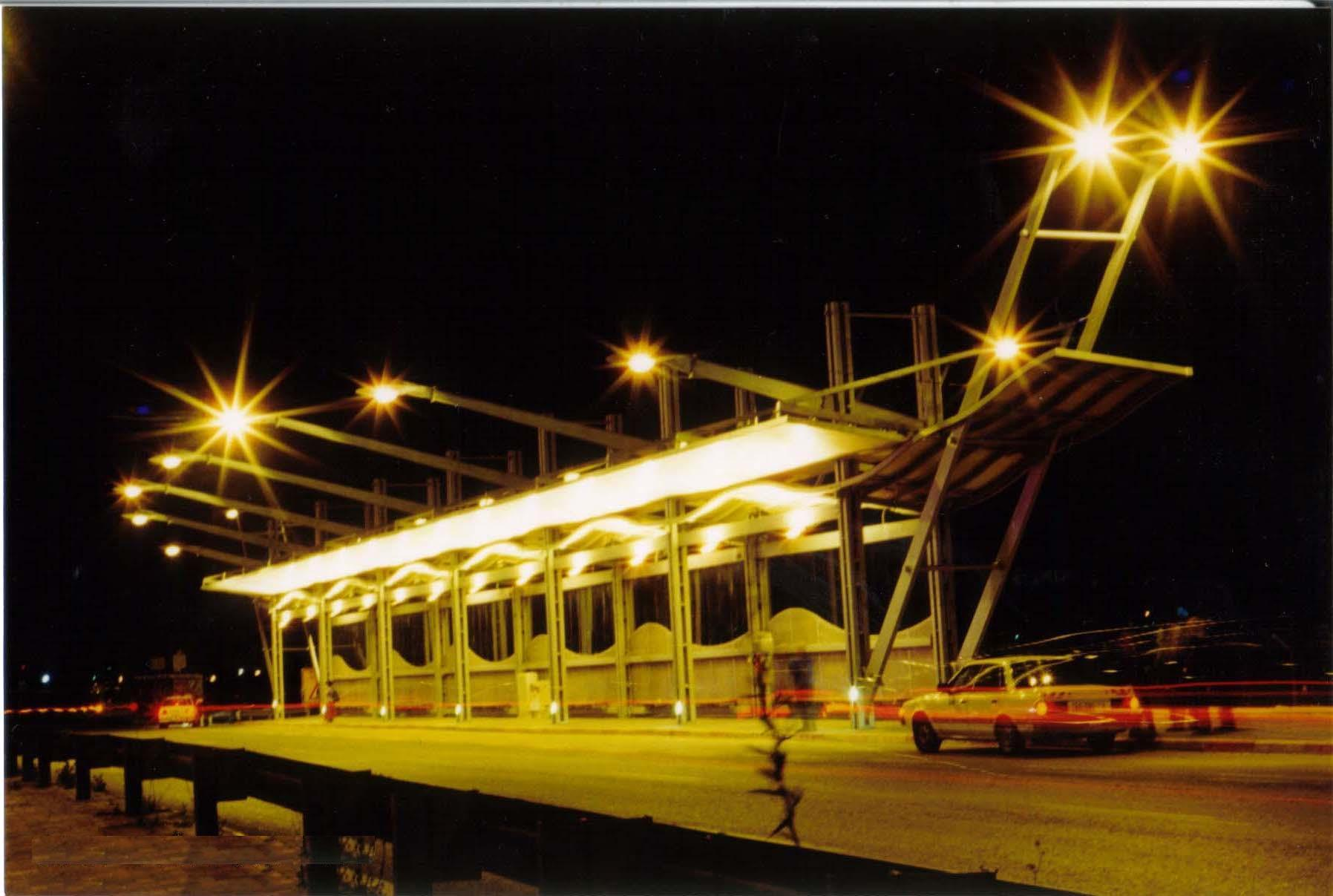
Le fermate degli autobus Autostrada 44 (Israele) nei pressi di Holon

Moti Bodek (Haifa, 1961) è un architetto israeliano.

## Biografia
Moti Bodek è un architetto israeliano, il titolare dello studio Bodek Architects con sede a Tel Aviv, e professor presso il Dipartimento di Architettura in Accademia di belle arti Bezalel, Gerusalemme E Università di Tel Aviv.
Moti Bodek è nato e cresciuto in Haifa. Ha servito nelle forze di sicurezza israeliane tra gli anni 1979 1985. Nel 1989 si laurea con lode il dipartimento di Progettazione Ambientale presso Accademia di belle arti Bezalel, Gerusalemme, e nel 1990 ha conseguito il B.Arch. laurea presso la Facoltà di Architettura di Technion, Haifa. Tra gli anni 1987 1993 Bodek lavorato presso Avraham Yasky architetti azienda di Tel Aviv, e al tempo stesso ha fondato il proprio studio di architettura Bodek Architects. Nel 1991, ha iniziato l'insegnamento a Bodek Bezalel, e nel 1995 si laurea MPA da Clark University, Massachusetts, Stati Uniti d'America. Tra gli anni 2001 2004 Bodek servito come vice capo del dipartimento di Architettura Ariel University ed attualmente è docente senior e il capo dei Docenti Organizzazione a Accademia di belle arti Bezalel. Bodek è stato uno dei fondatori del personale delle organizzazioni di bordo a istituti di istruzione superiore e anche servito come Vice Presidente.

## Ricerca
Bodek impegnato in una ricerca, progettazione e costruzione di edifici e progetti basati su elevate competenze nelle tecniche di fabbricazione e costruzione. Queste strutture che dimostrano l'innovazione e il coraggio di ingegneria ispirata sistemi naturali, con riferimento ai sistemi costruttivi, i parametri funzionali e formali, e ai metodi di costruzione originale e poco costoso.
Il suo lavoro appartengono alla disciplina sviluppo contemporaneo di Bionica (Lo specchio della vita), che cerca di trovare un efficace e sostenibili soluzioni per la progettazione e tecnologiche sfide di oggi attraverso l'apprendimento e l'imitazione dei principi, le forme e la ecologico processi in natura.

## Progetti selezionati
- Centro sportivo di Eilat.
- Tiberiade Stadio di calcio.
- Centro sportivo di Università di Tel Aviv.
- Nuovo quartiere vicino Be'er Sheva River Park.
- Due ponti pedonali, Ashdod.
- Sea Sports Centre & amp; Sailing Club Eilat.
- Sinagoga, nei pressi di Ashkelon.
- Ospedale Bikur Holim Gerusalemme.
- La casa ambasciata russa in Rothschild Boulevard, a Tel Aviv.
- La stazione degli autobus di Tel Aviv Central.

## Esposizioni
- Biomimicry Architettura influenzata da sistemi di natura, Mostra di Buildings & amp; Progetti per Architetto Moti Bodek. Settimana Internazionale, FHP Università di Scienze Applicate, Freiland Potsdam in Germania. 12 Mag 16, 2014 (archiviato dall'url originale il 24 settembre 2015)..
- BIO-DESIGN: HYBRID FABRICTIONSׂ. Group Exhibition. Master's Program in integrated Design, Research Gallery, Design Faculty, HIT Holon Institute of Technology, Israel. 28 April-19 May 2015, su hit.ac.il. URL consultato il 24 aprile 2015 (archiviato dall'url originale il 24 settembre 2015).
- La Biennale di Venezia: The 15th International Architecture Exhibition Venice, Italy, May 28th to November 27th 2016..

## Conferenze e lezioni
- Commissione per l'Educazione della Knesset, agosto 2007, su nevo.co.il.
- Case dall'interno, Tel Aviv. Maggio 2008, su shirbut.com. URL consultato il 16 marzo 2015 (archiviato dall'url originale il 17 dicembre 2014).
- Bloomfield Science Museum di Gerusalemme, giugno 2012, su mada.org.il. URL consultato il 16 marzo 2015 (archiviato dall'url originale il 20 ottobre 2014).
- Sport e Architettura, Archijob centro di Tel Aviv, luglio 2012, su archijob.co.il.
- Biomimicry Architettura influenzata da sistemi di natura, HIT - Holon Institute of Technology, maggio 2013, su youtube.com.
- Lavori in corso, ZEZEZE Architettura Gallery, Tel Aviv, novembre 2013, su zearchitecture.com. URL consultato il 16 marzo 2015 (archiviato dall'url originale il 7 aprile 2014).
- IMPACT, l'israeliana professionista Visual Artists Association, Beit Ariela Biblioteca Tel Aviv, dicembre 2013, su igud-omanim.org. URL consultato il 16 marzo 2015 (archiviato dall'url originale il 14 ottobre 2014).
- Biomorphic Architectural Concepts Conferenza e Workshop, Freiland, Potsdam in Germania, maggio 2014, su freiland-potsdam.de. URL consultato il 16 marzo 2015 (archiviato dall'url originale il 15 ottobre 2014).
- Craft Materiale Cultura Contemporanea Conference, Accademia di belle arti Bezalel, Gerusalemme, maggio 2014 (archiviato dall'url originale il 30 agosto 2014).
- IMPACT, l'israeliana professionista Visual Artists Association, Alfred Gallery Tel Aviv, settembre 2014, su igud-omanim.org. URL consultato il 16 marzo 2015 (archiviato dall'url originale il 14 settembre 2014).